# Spiroplasma
Spiroplasma és un gènere de mol·licuts, un grup de petits bacteris sense parets cel·lulars. Spiroplasma comparteix el metabolisme simple, l'estil de vida paràsit, la morfologia de les colònies amb aspecte d'ou fregit i el petit genoma d'altres Mollicutes, però presenta una morfologia helicoïdal distintiva, al contrari que Mycoplasma. La majoria de les espècies d'aquest gènere es troben bé en el gut o l'hemolimfa dels insectes o en el floema de les plantes. Les espiroplasmes són organismes de cultiu difícil perquè requereixen un medi de cultiu ric. Típicament creixen bé a 30 °C, però no a 37 °C. Unes poques espècies, entre les quals destaca Spiroplasma mirum, creixen bé a 37 °C (la temperatura del cos humà) i poden causar cataractes i danys neurològics. Les espècies millor estudiades són Spiroplasma citri, l'agent responsable de la malaltia del taronger (Stuborn), i Spiroplasma kunkelii, casante de la malaltia del blat de moro (Stunt).
Hi ha hagut controvèrsia en el paper de les espiroplasmes en l'etiologia de l'encefalopatia espongiforme transmissible, però actualment el model que responsabilitza als prions és el més acceptat. Addicionalment, s'ha comprovat que les espècies de Spiroplasma poden matar als mascles de la papallona monarca, donant lloc a intesantes conseqüències de genètica de poblacions i la consegüent especiació similar als efectes causats per alguns ceps de Wolbachia (Jiggins et al. 2000).